# Projekt 1400
Projekt 1400, von der NATO mit dem Codenamen Zhuk-Klasse bezeichnet, ist eine Serie von kleinen Patrouillen- und Grenzschutzbooten, die in der Sowjetunion während des Kalten Krieges entwickelt und in großer Stückzahl gebaut und in zahlreiche Staaten exportiert wurde. Der Deckname des Projekts war „Grif“ (russisch „Гриф“= Greif).

## Entwicklung
1967 wurde die Schiffsklasse auf der „Almas-Werft“ in Leningrad als Lösung für zahlreiche Aufgabenstellungen entwickelt, zu denen neben klassischen Patrouillen- und Grenzschutzaufgaben auch das Übersetzen von Lotsen, Such- und Rettungsaufgaben gehörten.
Die Seeausdauer war mit nur fünf Tagen Einsatzzeit ohne Versorgung gering ausgelegt, die Besatzung mit nur neun Seeleuten entsprechend klein.

## Technik

### Rumpf
Der Rumpf der ersten Versionen bestand aus Aluminiumplatten, die auf die Spanten genietet wurden. Bei späteren Baureihen wurden die Segmente dagegen vorgefertigt und verschweißt.
Im Rumpf befinden sich drei große Abteilungen und ein kleiner Bugraum. Von Achtern beginnend:
- Im Heck: Die Ruderanlage, die beiden Motoren mit Steuerstand, ein Schott trennt den Maschinenraum vom nächsten Abteil. Ein wasserdicht verschließbares Luk erlaubt den Zugang.
- Mittschiffs: zwei kleine Kabinen mit je einer Koje und eine Treppe zum Aufbau. Ein Schott ohne Zugangsluke trennt dieses Abteil vom Bugabteil ab.
- Im Bug: eine kleine Messe und weitere Kojen sowie eine eigene Treppe, welche die Messe mit dem Aufbau an Deck verbindet.

Auf den Rumpf wurde ein geschlossener Steuerstand mit den Kontrollen zur Schiffsführung gesetzt, darüber befindet sich das offene Peildeck mit alternativem Steuerstand für gutes Wetter, zwei kleinen Suchscheinwerfern und einem einfachen Ringvisier, mit dem bei bewaffneten Varianten der Klasse das Waffenfeuer gelenkt werden kann.

### Antrieb
Das Antriebssystem besteht aus zwei M401A-Schiffsdieselmotoren, die als Innenbordmotoren verbaut sind. Jeder treibt über eine Welle einen Propeller an. Die beiden Propeller können die Boote auf Geschwindigkeiten von bis zu 30 Knoten beschleunigen.
Die Abgase der Motoren werden an den Schiffsseiten knapp über der Wasserlinie aus dem Schiff gedrückt.

### Sensoren
Die Boote sind mit einem Radar zur Luft- und Oberflächensuche ausgerüstet. Der Sensor vom Typ „Lotsija“ (NATO: „Spin Trough“) ist am Mast angebracht und arbeitet im X-Band.
Auf der Mastspitze ist der Sender des Freund-Feind-Kennungssystems „Khrom“ verbaut.

## Varianten

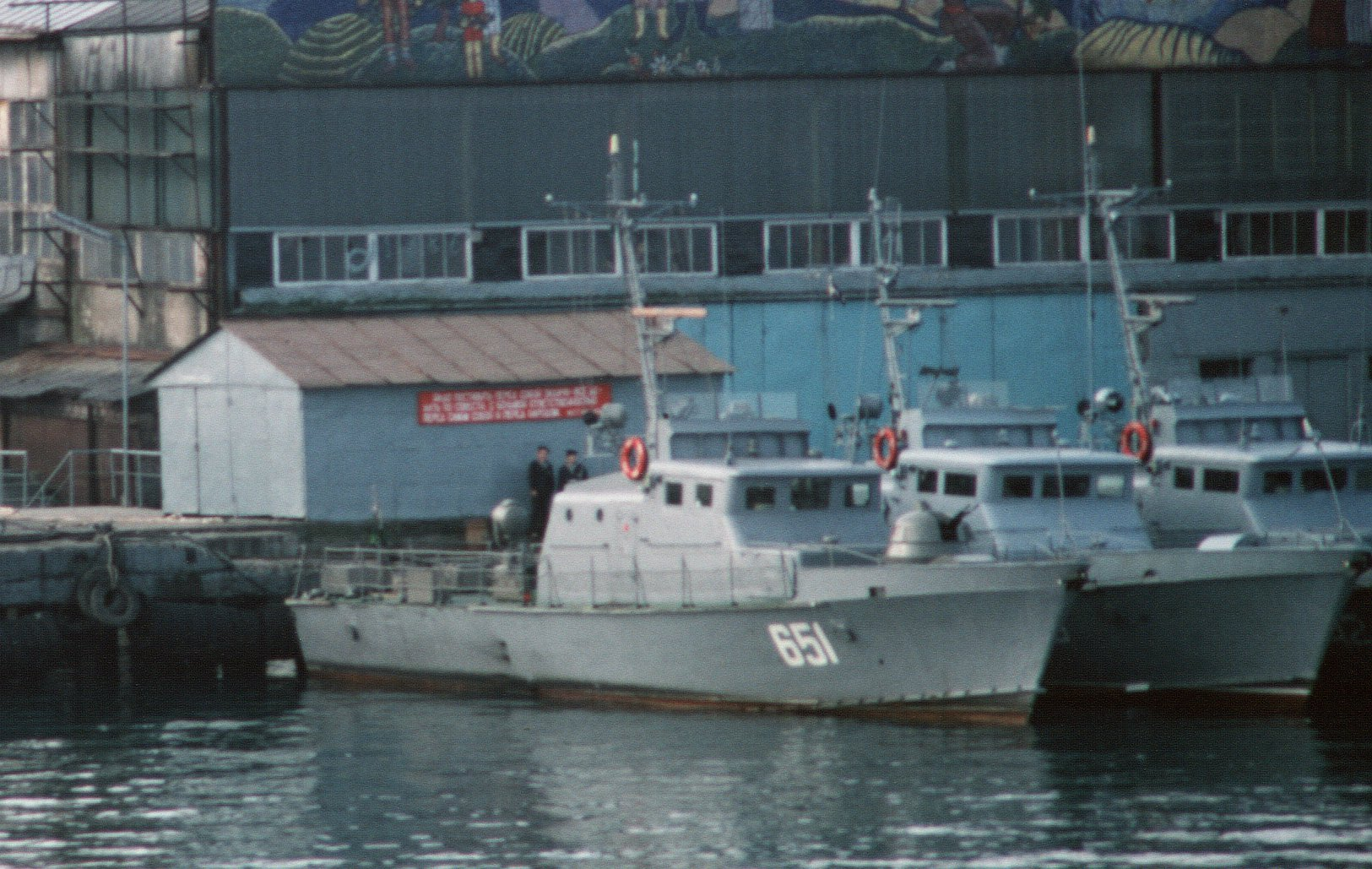
Ein sowjetisches Projekt-1400M-Boot und eines, das offenbar zum Projekt 1400A gehört im Jahr 1987 in Batumi

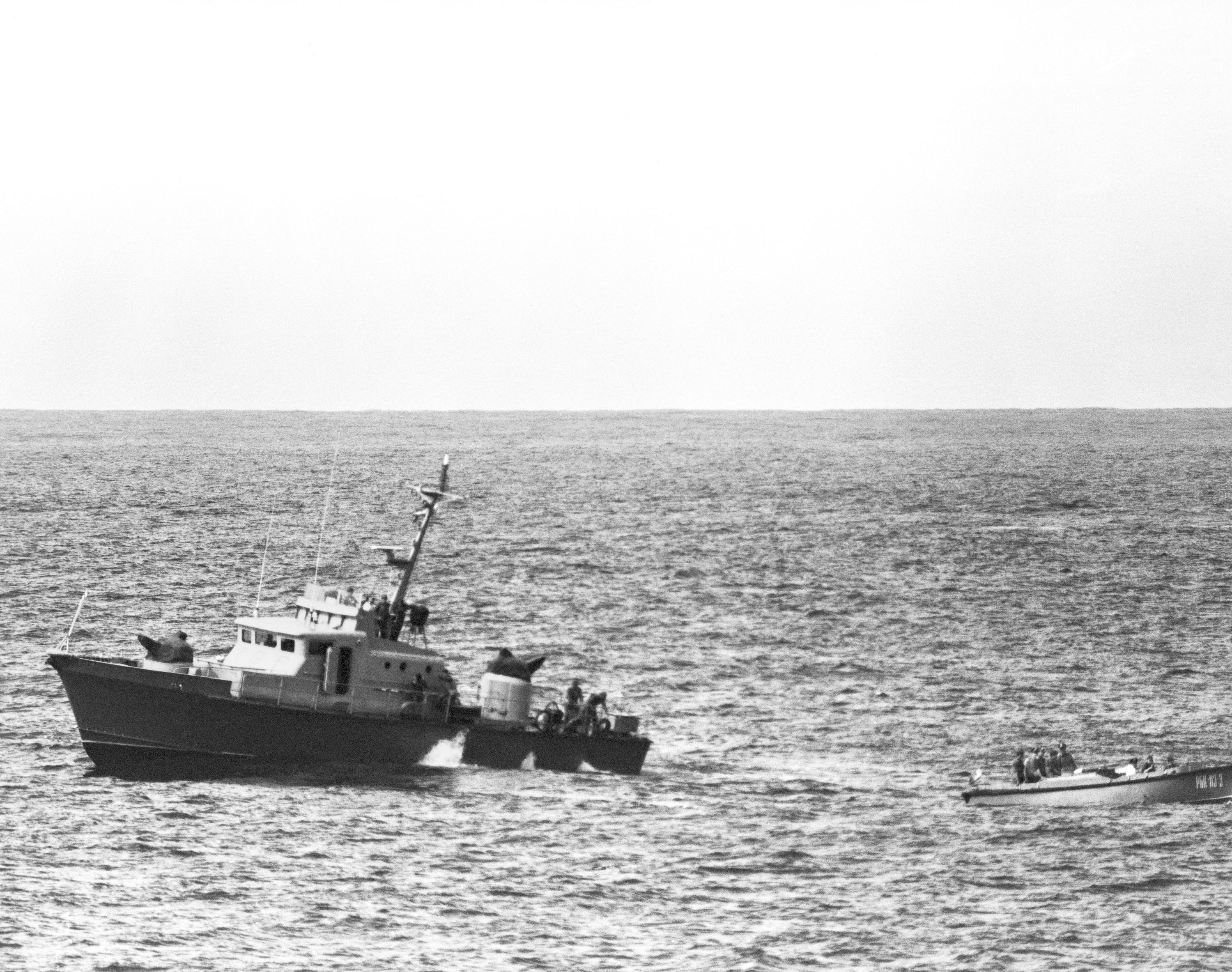
Kubanisches Projekt-1400ME-Boot mit zwei UTES-M-Türmen im Jahr 1984

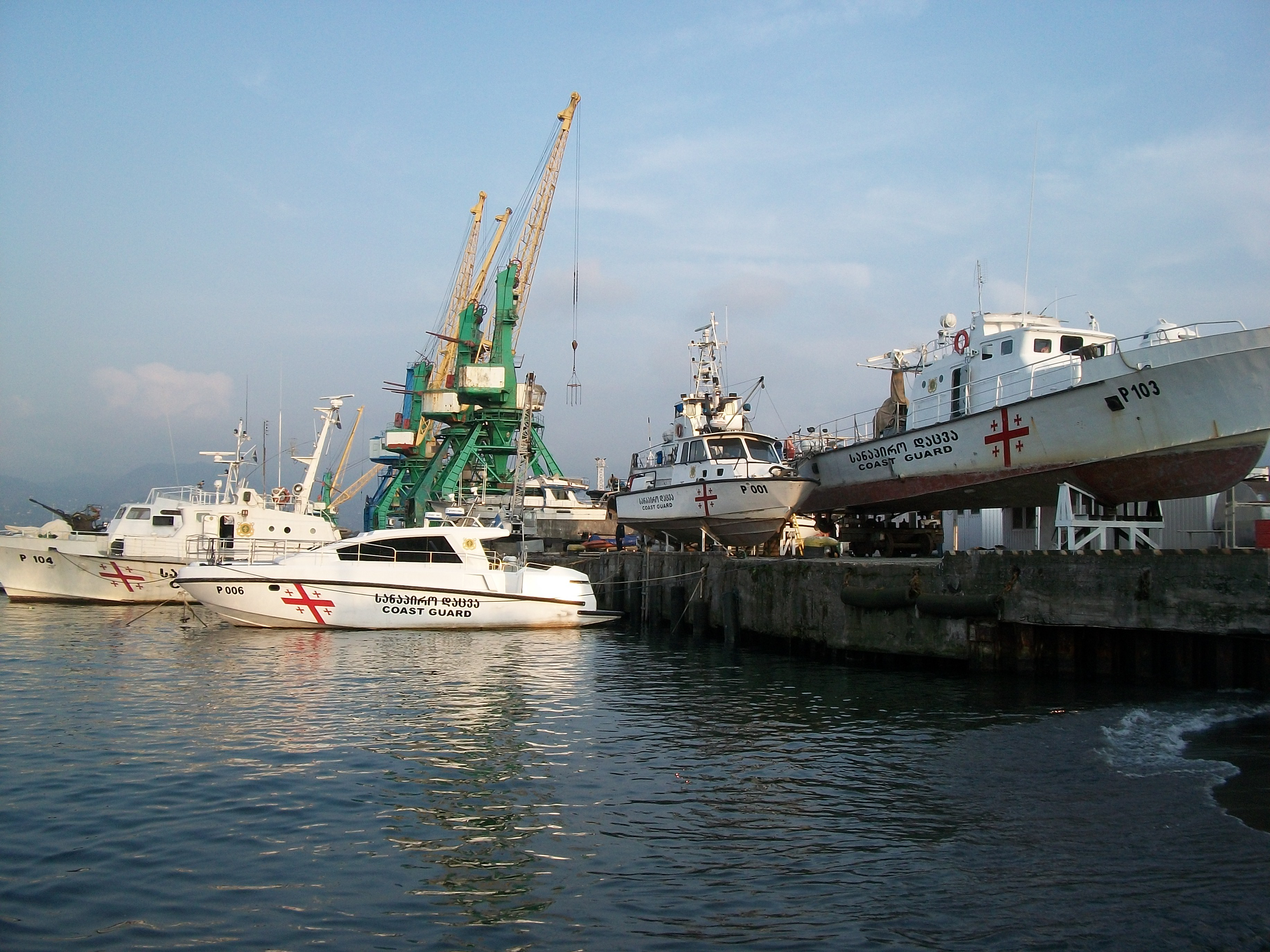
Georgisches Projekt-1400-Boot am linken Bildrand mit ZSU-23-2-Kanone. Rechts ein aufgelegtes Projekt-1400-Boot mit UTES-M-Turm auf der Back.

Es wurden vier bewaffnete und eine unbewaffnete Version von Projekt 1400 entwickelt:

### Projekt 1400
Dieses Projekt war als Grenzschutzboot für Grenztruppen des KGB konstruiert. Bewaffnung war eine Doppellafette 2-M7 mit zwei übereinander montierten 14-mm-L/93-Maschinenkanonen auf der Back. Die Waffe verfügt über einen Schutzschild an der Front, ist aber ansonsten nicht gepanzert. Die Bedienmannschaft der Waffe muss sich im Freien aufhalten. Eine Kollimator-Optik erlaubt Ziele, die bis 200 Meter pro Sekunde schnell sind, zu bekämpfen. Ziele mit Geschwindigkeiten bis 300 Meter pro Sekunde können mit einem konventionellen Ringvisier angerichtet werden.
Einige Boote wurden stattdessen mit dem 2-M1-Geschützturm ausgerüstet, in dem zwei ältere 12,7-mm-L/79-DSchK-Maschinengewehre achsparallel montiert waren. Die Konstruktion war von einem Schutzschild umschlossen, aber nach oben offen. 
Auf dem Achterschiff war hinter dem Führerstand ein Suchscheinwerfer installiert.

### Projekt 1400A
Diese Version trug keine Bewaffnung und dementsprechend war die Besatzungsstärke mit nur sieben Seeleuten kleiner.

### Projekt 1400E
Bei dieser Version wurde die Bewaffnung, basierend auf Projekt 1400, verdoppelt. Sie trägt auf der Back und am Heck je eine Doppellafette 2-M7 mit zwei übereinander montierten 14-mm-L/93-Maschinenkanonen. Einige Boote waren stattdessen mit zwei 2-M1-Türmen mit 12,7-mm-DSchK-Maschinengewehren ausgerüstet.

### Projekt 1400M
Auf der Back war hier ein geschlossener UTES-M-Geschützturm mit zwei achsparallel montierten 12,7-mm-NSW-Maschinengewehren verbaut. Der Turm verfügt über eine ROM-6-Optik, mit der Ziele mit Geschwindigkeiten bis zu 300 Metern pro Sekunde verfolgt werden können. Am Heck steht wieder ein Suchscheinwerfer.
Die Dieselmotoren wurden hier durch die verbesserte Variante M401BT ersetzt. Durch das Gewicht der Maschinenanlage erhöhte sich die Wasserverdrängung auf 36,5 t Standard und 40,0 t Maximal. Die Geschwindigkeit stieg um einen, auf 30 Knoten. Für die, hier erstmals bei Projekt 1400 verwendete, Segmentbauweise änderten sich die Pläne und die Abmessungen leicht und die Boote waren mit 21,7 Metern rund zwei Meter kürzer als die Vorgängervarianten.
Auch bei dieser Version trugen einige Schiffe eine der beiden älteren Bewaffnungsvarianten.

### Projekt 1400ME
Hier wurde sowohl auf der Back als auch am Heck je ein UTES-M-Geschützturm aufgestellt.

### Weitere Modifikationen
Die georgische Marine rüstete zumindest zwei ihrer Projekt-1400-Boote mit zwei Heeresflugabwehrkanonen des Typs ZSU-23-2 aus.

## Boote des Projekts 1400
Etwa 300 Boote des Projekts 1400 wurden gebaut, darunter etwa 100 für den Export. Der überwiegende Teil wurde auf der Schwarzmeerwerft „More“ in Feodossija gebaut, der Rest in Leningrad.
Exportiert wurden die Boote unter anderem an folgende Staaten:
- Algerien, ein Boot
- Angola, ein Boot
- Äquatorialguinea, drei Boote
- Äthiopien, vier Boote
- Benin, ein Boot
- Bulgarien, vierzehn Boote
- Guinea, sieben Boote
- Irak, fünf Boote
- Kambodscha, zwei Boote
- Kamerun, drei Boote
- Kap Verde, drei Boote
- Kongo, drei Boote
- Kuba, 40 Boote
- Mauritius, zwei Boote
- Mosambik, drei Boote
- Nicaragua, acht Boote aus Kuba
- Seychellen, zwei Boote
- Somalia, ein Boot
- Syrien, acht Boote
- Volksdemokratische Republik Jemen, vier Boote
- Vietnam, vierzehn Boote

Nach der Auflösung der Sowjetunion fielen zahlreiche Boote des Projekts 1400 und seiner Varianten an die neu entstandenen Staaten und Teilrepubliken. Allein 32 Boote gingen so in den Besitz der Ukraine über. Ein sowjetisches Boot war auch die Grif, die Estland als Museumsschiff konserviert hat.

## Einsätze
Projekt 1400 und seine Versionen waren, belegt durch die Kombination aus Kurzstreckenwaffen und fehlendem Panzerschutz, nie für Auseinandersetzungen mit gegnerischen Schiffen oder Luftfahrzeugen konstruiert, die ihrerseits stark bewaffnet waren. So beschränken sich die dokumentierten erfolgreichen Kampfeinsätze auf Überraschungsangriffe auf Land- und Schiffsziele, die sich nicht verteidigen konnten.
Andere Einsätze endeten zumeist verheerend:

### Golfkriege
Zu Beginn des Zweiten Golfkrieges, der von 1990 bis 1991 dauerte, verfügte der Irak über fünf Boote der Zhuk-Klasse, die ihm zwischen 1974 und 1975 von der Sowjetunion geliefert worden waren.
A-6 Intruder-Bomber versenkten am 23. und 24. Januar 1991 je ein Boot. Eines am 23., in der Nähe eines Tankers, der als Versorger für die irakischen Schiffe diente. Das zweite am 24.
Als Ende Januar, Anfang Februar 1991 Reste der irakischen Marine ausliefen, um in iranische Häfen zu flüchten, wurden sie von britischen Lynx-Hubschraubern gestellt, wobei ein drittes Zhuk-Boot durch Sea-Skua-Raketen versenkt und ein weiteres beschädigt wurde.
In den ersten Tagen der Operation Iraqi Freedom im Jahr 2003 wurden die verbliebenen Reste der irakischen Marine, einschließlich der beiden noch vorhandenen Einheiten der Zhuk-Klasse, aus der Luft zerstört.

### Abchasisch-Georgischer Krieg
Am 7. Juli 1993 griffen vor Poti zwei aus Sochumi kommende Zhuk-Patrouillenboote unter dem Kommando abchasischer Separatisten, begleitet von einigen Motorbooten, die georgische Gantiadi an. Der ehemalige sowjetische Flottenkutter, von den Georgiern mit zwei ZSU-23-2-Zwillingsmaschinenkanonen und zwei Maschinengewehren improvisiert bewaffnet, konnte den Angriff abweisen und eines der Zhuks und zwei der Motorboote versenken.

## Belege und Verweise

### Bemerkungen
1. ↑  „Spin Trough“ wird in Publikationen der Janes Information Group dagegen als I/J-Band-Radar beschrieben, so in Jane's Fighting Ships 2004–2005 von Stephen Saunders, 2004, ISBN 978-0710626233.